# Paraulopus balteatus
Espèce
Statut de conservation UICN

 LC 15 août 2019 : Préoccupation mineure
Paraulopus balteatus est une espèce de poissons marins téléostéens de la famille des Paraulopidae.

## Systématique
L'espèce Paraulopus balteatus a été décrite pour la première fois en 2010 par l'ichtyologue australien Martin Fellows Gomon (d).

## Description
Paraulopus balteatus possède un corps allongé qui varie entre 24,6 et 32,0 cm, et dont l'holotype mesure 32,0 cm.

## Répartition
Cette espèce se croise uniquement dans la mer de Tasman à des profondeurs variant de 300 à 800 m.

## Étymologie
Son épithète spécifique, balteatus dérive du latin baltěātus, « ceint », et fait référence aux bandes brunes qui ceignent son corps.

## Publication originale
- (en) Martin F. Gomon, « A new species of Paraulopus (Aulopiformes: Paraulopidae) from seamounts of the Tasman Sea », Memoirs of Museum Victoria, Melbourne, vol. 67,‎ 2010, p. 15 à 18 (ISSN 1447-2546 et 1447-2554, DOI 10.24199/J.MMV.2010.67.02, lire en ligne).